# (3650) Kunming
(3650) Kunming est un astéroïde de la ceinture principale.

## Description
(3650) Kunming est un astéroïde de la ceinture principale. Il fut découvert le 30 octobre 1978 à Nanking par l'observatoire de la Montagne Pourpre. Il présente une orbite caractérisée par un demi-grand axe de 3,12 UA, une excentricité de 0,24 et une inclinaison de 14,6° par rapport à l'écliptique.

## Compléments